# Sportverein Darmstadt 1898 1982-1983
Questa voce raccoglie le informazioni riguardanti lo Sportverein Darmstadt 1898 nelle competizioni ufficiali della stagione 1982-1983.

## Stagione
Nella stagione 1982-1983 il Darmstadt, allenato da Manfred Krafft, concluse il campionato di 2. Bundesliga al 7º posto. In Coppa di Germania il Darmstadt fu eliminato agli ottavi di finale dal Borussia Dortmund.

## Rosa
| N. |                      | Ruolo | Calciatore         |
| -- | -------------------- | ----- | ------------------ |
|    | Germania (bandiera)  | P     | Frank Berlepp      |
|    | Germania (bandiera)  | P     | Dieter Rudolf      |
|    | Germania (bandiera)  | D     | Rolf Dohmen        |
|    | Rep. Ceca (bandiera) | D     | Luděk Macela       |
|    | Germania (bandiera)  | D     | Peter Salisch      |
|    | Germania (bandiera)  | D     | Volker Schlappner  |
|    | Germania (bandiera)  | D     | Wolfgang Trapp     |
|    | Germania (bandiera)  | D     | Willi Wagner       |
|    | Germania (bandiera)  | D     | Edwin Westenberger |
|    | Germania (bandiera)  | C     | Willi Bernecker    |
|    | Germania (bandiera)  | C     | Rudolf Collet      |

| N. |                      | Ruolo | Calciatore       |
| -- | -------------------- | ----- | ---------------- |
|    | Germania (bandiera)  | C     | Uwe Hahn         |
|    | Germania (bandiera)  | C     | Karl-Heinz Henn  |
|    | Germania (bandiera)  | C     | Runald Ossen     |
|    | Germania (bandiera)  | C     | Oliver Posniak   |
|    | Germania (bandiera)  | C     | Wolfgang Schüler |
|    | Germania (bandiera)  | C     | Guido Stetter    |
|    | Germania (bandiera)  | A     | Uwe Kuhl         |
|    | Germania (bandiera)  | A     | Bodo Mattern     |
|    | Rep. Ceca (bandiera) | A     | Zdeněk Nehoda    |
|    | Germania (bandiera)  | A     | Helmut Vorreiter |

## Organigramma societario
Area tecnica
- Allenatore: Manfred Krafft
- Allenatore in seconda:
- Preparatore dei portieri:
- Preparatori atletici:

## Calciomercato

### Sessione estiva
| Acquisti | Acquisti         | Acquisti          | Acquisti |
| R.       | Nome             | da                | Modalità |
| -------- | ---------------- | ----------------- | -------- |
| D        | Rolf Dohmen      | Karlsruhe         |          |
| D        | Luděk Macela     | FK Viagem Příbram |          |
| D        | Peter Salisch    | First Vienna      |          |
| C        | Wolfgang Schüler | Karlsruhe         |          |

| Cessioni | Cessioni         | Cessioni             | Cessioni |
| R.       | Nome             | a                    | Modalità |
| -------- | ---------------- | -------------------- | -------- |
| C        | Detlef Bruckhoff | SC Neusiedl/See 1919 |          |
| D        | Roland Gerber    | Osnabrück            |          |
| D        | Helmut Zahn      | Karlsruhe            |          |

### Sessione invernale
| Acquisti | Acquisti      | Acquisti          | Acquisti |
| R.       | Nome          | da                | Modalità |
| -------- | ------------- | ----------------- | -------- |
| A        | Zdeněk Nehoda | FK Viagem Příbram |          |

| Cessioni | Cessioni        | Cessioni      | Cessioni |
| R.       | Nome            | a             | Modalità |
| -------- | --------------- | ------------- | -------- |
| A        | Peter Cestonaro | Hessen Kassel |          |
| D        | Uwe Beginski    | Osnabrück     |          |

## Risultati

### 2. Bundesliga

#### Girone di andata
| Aquisgrana 7 agosto 1982, ore 15:00 CEST 1ª giornata | Alemannia Aquisgrana | 0 – 0 referto | Darmstadt | Stadio Tivoli (10 500 spett.)\| Arbitro: \| Werner \| |
| Arbitro:                                             | Werner               |               |           |                                                       |

| Arbitro: | Fleischer |

|            |           |                      |
| Mattern 5’ | Marcatori | 7’ Turcik 11’ Täuber |

| Arbitro: | Huster |

|                                         |           |  |
| Werres 22’ Vittinghoff 61’ Grabosch 67’ | Marcatori |  |

| Arbitro: | Correll |

|                                                |           |                      |
| Hahn 42’ Cestonaro 63’ Salisch 71’ Mattern 84’ | Marcatori | 44’ Weir 65’ Pallaks |

| Arbitro: | Risse |

|             |           |                           |
| Frercks 30’ | Marcatori | 84’ Bernecker 88’ Mattern |

| Arbitro: | Eschweiler |

|                      |           |                      |
| Hahn 56’ Mattern 68’ | Marcatori | 33’, 41’, 54’ Meisel |

| Arbitro: | Dilg |

|             |           |  |
| Mattern 64’ | Marcatori |  |

| Arbitro: | Schütte |

|                                         |           |                       |
| Weber 16’ Metzler 45’ (rig.) Schaub 56’ | Marcatori | 33’ Mattern 61’ Trapp |

| Arbitro: | Bruch |

|                                              |           |           |
| Mattern 21’ Salisch 51’ Cestonaro 90’ (rig.) | Marcatori | 40’ Gorka |

| Arbitro: | Redelfs |

|                                     |           |                                             |
| Zwamborn 53’ Bregman 58’ Dubski 87’ | Marcatori | 27’ Mattern 29’ Trapp 65’ (aut.) Steininger |

| Arbitro: | Meijerink |

|                    |           |             |
| Cestonaro 39’, 77’ | Marcatori | 73’ Lehmann |

| Arbitro: | Puchalski |

|                                     |           |                      |
| Walter 6’, 47’ Bernecker 58’ (aut.) | Marcatori | 62’ (rig.) Cestonaro |

| Arbitro: | Glaw |

|                                              |           |                |
| Mattern 30’ Cestonaro 56’ Hahn 60’ Trapp 65’ | Marcatori | 37’ Zimmermann |

| Arbitro: | Horeis |

|                                            |           |            |
| Dannenberg 76’ (rig.) Kriar 82’ Schuck 85’ | Marcatori | 79’ Dohmen |

| Arbitro: | Eschweiler |

|  |           |                             |
|  | Marcatori | 15’ Paulus 43’ Michelberger |

| Arbitro: | Pauly |

|            |           |                         |
| Kroner 21’ | Marcatori | 56’ Vorreiter 87’ Ossen |

| Arbitro: | Kautschor |

|             |           |  |
| Salisch 68’ | Marcatori |  |

| Arbitro: | Wippker |

|                     |           |                       |
| Sobbe 15’ Fuchs 59’ | Marcatori | 17’ Ossen 68’ Mattern |

| Arbitro: | Engel |

|                       |           |  |
| Schüler 6’ Dohmen 26’ | Marcatori |  |

#### Girone di ritorno
| Arbitro: | Brehm |

|                 |           |          |
| Mattern 5’, 18’ | Marcatori | 79’ Wolf |

| Arbitro: | Wuttke |

|            |           |            |
| Täuber 49’ | Marcatori | 63’ Nehoda |

| Arbitro: | Kasperowski |

|                       |           |                     |
| Zimmermann 43’ (aut.) | Marcatori | 61’ Schatzschneider |

| Arbitro: | Waltert |

|               |           |  |
| Cestonaro 60’ | Marcatori |  |

| Arbitro: | Correll |

|                      |           |             |
| Nehoda 29’ Trapp 64’ | Marcatori | 74’ Surmann |

| Arbitro: | Pauly |

|                      |           |             |
| Bernecker 44’ (aut.) | Marcatori | 77’ Schüler |

| Arbitro: | Dellwing |

|                                 |           |                             |
| Kunkel 22’, 51’, 81’ Elgert 76’ | Marcatori | 40’ Nehoda 61’ (rig.) Trapp |

| Arbitro: | Eli |

|                                         |           |  |
| Nehoda 15’ Trapp 58’ (rig.) Salisch 78’ | Marcatori |  |

| Arbitro: | Fleischer |

|                        |           |                             |
| Wegmann 39’ Müller 82’ | Marcatori | 27’ (rig.) Trapp 67’ Dohmen |

| Arbitro: | Gschwender |

|                                                          |           |                            |
| Schüler 10’ Vorreiter 34’, 58’, 84’ Hahn 75’ Mattern 79’ | Marcatori | 17’ (rig.) Helmes 19’ Heck |

| Arbitro: | Meijerink |

|             |           |             |
| Lehmann 75’ | Marcatori | 60’ Schüler |

| Arbitro: | Ahlenfelder |

|               |           |          |
| Vorreiter 17’ | Marcatori | 15’ Hein |

| Arbitro: | Mierswa |

|                              |           |                        |
| Schäfer 29’ (rig.), 56’, 70’ | Marcatori | 18’ Dohmen 24’ Posniak |

| Arbitro: | Walz |

|                                                                  |           |  |
| Mattern 9’, 45’, 69’, 87’ (rig.) Dohmen 15’ Trapp 56’ Nehoda 90’ | Marcatori |  |

| Arbitro: | Kasperowski |

|                      |           |                         |
| Höfer 15’ Krause 72’ | Marcatori | 21’ Mattern 77’ Schüler |

| Arbitro: | Kespohl |

|                                                              |           |                     |
| Nehoda 3’, 20’, 86’ Trapp 32’ (rig.) Schüler 38’ Mattern 54’ | Marcatori | 19’ Traband 43’ Boy |

| Arbitro: | Dilg |

|                           |           |             |
| Schwarz 26’ Kirschner 39’ | Marcatori | 65’ Mattern |

| Arbitro: | Huster |

|                                         |           |  |
| Schüler 31’, 52’ Nehoda 35’ Mattern 40’ | Marcatori |  |

| Arbitro: | Retzmann |

|                                                |           |  |
| de Loo 19’, 50’ Loontiens 26’ Hofmann 49’, 63’ | Marcatori |  |

### Coppa di Germania
| Arbitro: | Horeis |

|  |           |                                                    |
|  | Marcatori | 32’ Bernecker 69’ Cestonaro 85’ Wagner 89’ Posniak |

| Arbitro: | Kohnen |

|              |           |                            |
| Petković 36’ | Marcatori | 16’, 50’ Trapp 81’ Mattern |

| Arbitro: | Redelfs |

|                                             |           |                        |
| Keser 48’, 58’ Răducanu 59’ Burgsmüller 64’ | Marcatori | 5’ Schüler 42’ Salisch |

## Statistiche

### Statistiche di squadra
| Competizione      | Punti | In casa | In casa | In casa | In casa | In casa | In casa | In trasferta | In trasferta | In trasferta | In trasferta | In trasferta | In trasferta | Totale | Totale | Totale | Totale | Totale | Totale | DR  |
| Competizione      | Punti | G       | V       | N       | P       | Gf      | Gs      | G            | V            | N            | P            | Gf           | Gs           | G      | V      | N      | P      | Gf     | Gs     | DR  |
| ----------------- | ----- | ------- | ------- | ------- | ------- | ------- | ------- | ------------ | ------------ | ------------ | ------------ | ------------ | ------------ | ------ | ------ | ------ | ------ | ------ | ------ | --- |
| 2. Bundesliga     | 42    | 19      | 14      | 2       | 3       | 52      | 20      | 19           | 2            | 8            | 9            | 25           | 41           | 38     | 16     | 10     | 12     | 77     | 61     | +16 |
| Coppa di Germania | -     | 0       | 0       | 0       | 0       | 0       | 0       | 3            | 2            | 0            | 1            | 9            | 5            | 3      | 2      | 0      | 1      | 9      | 5      | +4  |
| Totale            | 42    | 19      | 14      | 2       | 3       | 52      | 20      | 22           | 4            | 8            | 10           | 34           | 46           | 41     | 18     | 10     | 13     | 86     | 66     | +20 |

### Andamento in campionato
| Giornata  | 1  | 2  | 3  | 4  | 5  | 6  | 7  | 8  | 9  | 10 | 11 | 12 | 13 | 14 | 15 | 16 | 17 | 18 | 19 | 20 | 21 | 22 | 23 | 24 | 25 | 26 | 27 | 28 | 29 | 30 | 31 | 32 | 33 | 34 | 35 | 36 | 37 | 38 |
| --------- | -- | -- | -- | -- | -- | -- | -- | -- | -- | -- | -- | -- | -- | -- | -- | -- | -- | -- | -- | -- | -- | -- | -- | -- | -- | -- | -- | -- | -- | -- | -- | -- | -- | -- | -- | -- | -- | -- |
| Luogo     | T  | C  | T  | C  | T  | C  | C  | T  | C  | T  | C  | T  | C  | T  | C  | T  | C  | T  | C  | C  | T  | C  | T  | C  | T  | T  | C  | T  | C  | T  | C  | T  | C  | T  | C  | T  | C  | T  |
| Risultato | N  | P  | P  | V  | V  | P  | V  | P  | V  | N  | V  | P  | V  | P  | P  | V  | V  | N  | V  | V  | N  | N  | P  | V  | N  | P  | V  | N  | V  | N  | N  | P  | V  | N  | V  | P  | V  | P  |
| Posizione | 10 | 15 | 17 | 11 | 10 | 12 | 10 | 12 | 10 | 9  | 8  | 10 | 9  | 9  | 11 | 10 | 9  | 9  | 8  | 8  | 7  | 7  | 10 | 7  | 7  | 8  | 7  | 7  | 7  | 7  | 7  | 8  | 7  | 7  | 6  | 7  | 7  | 7  |

Legenda:

Luogo: C = Casa; T = Trasferta. Risultato: V = Vittoria; N = Pareggio; P = Sconfitta.

### Statistiche dei giocatori
| Giocatore       | 2. Bundesliga | 2. Bundesliga | 2. Bundesliga | 2. Bundesliga | Coppa di Germania | Coppa di Germania | Coppa di Germania | Coppa di Germania | Totale   | Totale | Totale      | Totale     |
| Giocatore       | Presenze      | Reti          | Ammonizioni   | Espulsioni    | Presenze          | Reti              | Ammonizioni       | Espulsioni        | Presenze | Reti   | Ammonizioni | Espulsioni |
| --------------- | ------------- | ------------- | ------------- | ------------- | ----------------- | ----------------- | ----------------- | ----------------- | -------- | ------ | ----------- | ---------- |
| U. Beginski     | 15            | 0             | 5             | 0             | 2                 | 0                 | 0                 | 0                 | 17       | 0      | 5           | 0          |
| F. Berlepp      | 2             | 0             | 0             | 0             | 0                 | 0                 | 0                 | 0                 | 2        | 0      | 0           | 0          |
| W. Bernecker    | 34            | 1             | 3             | 0             | 3                 | 1                 | 0                 | 0                 | 37       | 2      | 3           | 0          |
| P. Cestonaro    | 13            | 6             | 1             | 0             | 1                 | 1                 | 0                 | 0                 | 14       | 7      | 1           | 0          |
| R. Collet       | 3             | 0             | 0             | 0             | 0                 | 0                 | 0                 | 0                 | 3        | 0      | 0           | 0          |
| R. Dohmen       | 25            | 5             | 3             | 0             | 1                 | 0                 | 0                 | 0                 | 26       | 5      | 3           | 0          |
| U. Hahn         | 19            | 4             | 1             | 1             | 3                 | 0                 | 1                 | 0                 | 22       | 4      | 2           | 1          |
| K. Henn         | 1             | 0             | 0             | 0             | 0                 | 0                 | 0                 | 0                 | 1        | 0      | 0           | 0          |
| U. Kuhl         | 6             | 0             | 0             | 0             | 0                 | 0                 | 0                 | 0                 | 6        | 0      | 0           | 0          |
| L. Macela       | 34            | 0             | 11            | 0             | 3                 | 0                 | 0                 | 0                 | 37       | 0      | 11          | 0          |
| B. Mattern      | 37            | 21            | 5             | 0             | 3                 | 1                 | 0                 | 0                 | 40       | 22     | 5           | 0          |
| Z. Nehoda       | 19            | 9             | 2             | 0             | 0                 | 0                 | 0                 | 0                 | 19       | 9      | 2           | 0          |
| R. Ossen        | 16            | 2             | 4             | 0             | 3                 | 0                 | 0                 | 0                 | 19       | 2      | 4           | 0          |
| O. Posniak      | 37            | 1             | 2             | 0             | 2                 | 1                 | 2                 | 0                 | 39       | 2      | 4           | 0          |
| D. Rudolf       | 36            | 0             | 1             | 0             | 3                 | 0                 | 0                 | 0                 | 39       | 0      | 1           | 0          |
| P. Salisch      | 34            | 4             | 4             | 0             | 3                 | 1                 | 0                 | 0                 | 37       | 5      | 4           | 0          |
| V. Schlappner   | 1             | 0             | 0             | 0             | 0                 | 0                 | 0                 | 0                 | 1        | 0      | 0           | 0          |
| W. Schüler      | 22            | 8             | 1             | 1             | 1                 | 1                 | 0                 | 0                 | 23       | 9      | 1           | 1          |
| G. Stetter      | 25            | 0             | 0             | 0             | 2                 | 0                 | 0                 | 0                 | 27       | 0      | 0           | 0          |
| W. Trapp        | 24            | 9             | 6             | 0             | 1                 | 2                 | 1                 | 0                 | 25       | 11     | 7           | 0          |
| H. Vorreiter    | 32            | 5             | 3             | 0             | 2                 | 0                 | 1                 | 0                 | 34       | 5      | 4           | 0          |
| W. Wagner       | 13            | 0             | 1             | 0             | 3                 | 1                 | 1                 | 0                 | 16       | 1      | 2           | 0          |
| E. Westenberger | 33            | 0             | 3             | 1             | 1                 | 0                 | 1                 | 0                 | 34       | 0      | 4           | 1          |